# Ruta Estatal de Nevada 374
La Ruta Estatal de Nevada 374, y abreviada SR 374 (en inglés: Nevada State Route 374) es una carretera estatal estadounidense ubicada en el estado de Nevada. La carretera inicia en el Sur desde la Death Valley National Park hacia el Norte en la US 95     en Beatty. La carretera tiene una longitud de 14,2 km (8,84 mi).

## Mantenimiento
Al igual que las autopistas interestatales, y las rutas federales y el resto de carreteras estatales, la Ruta Estatal de Nevada 374 es administrada y mantenida por el Departamento de Transporte de Nevada por sus siglas en inglés Nevada DOT.